# Żanna Kołodub
Żanna Juchymiwna Kołodub (ukr. Жанна Юхимівна Колодуб, ur. 1 stycznia 1930 w Winnicy) – radziecka i ukraińska kompozytorka, pianistka i pedagog muzyczny. Ludowa Artystka Ukrainy (2009). Żona kompozytora Lwa Kołoduba.

## Wybrana muzyka filmowa
- 1970: Kaczorek Tim